# Rose Hill, Kansas
Rose Hill là một thành phố thuộc quận Butler, tiểu bang Kansas, Hoa Kỳ. Năm 2010, dân số của xã này là 3931 người.

## Dân số
Dân số các năm:
- Năm 2000: 3432 người
- Năm 2010: 3931 người